# آتیلاها
آتیلاها (نام علمی: Attila) نام یک سرده از خانواده ژیان‌مرغ است.